# Kanton Eschweiler

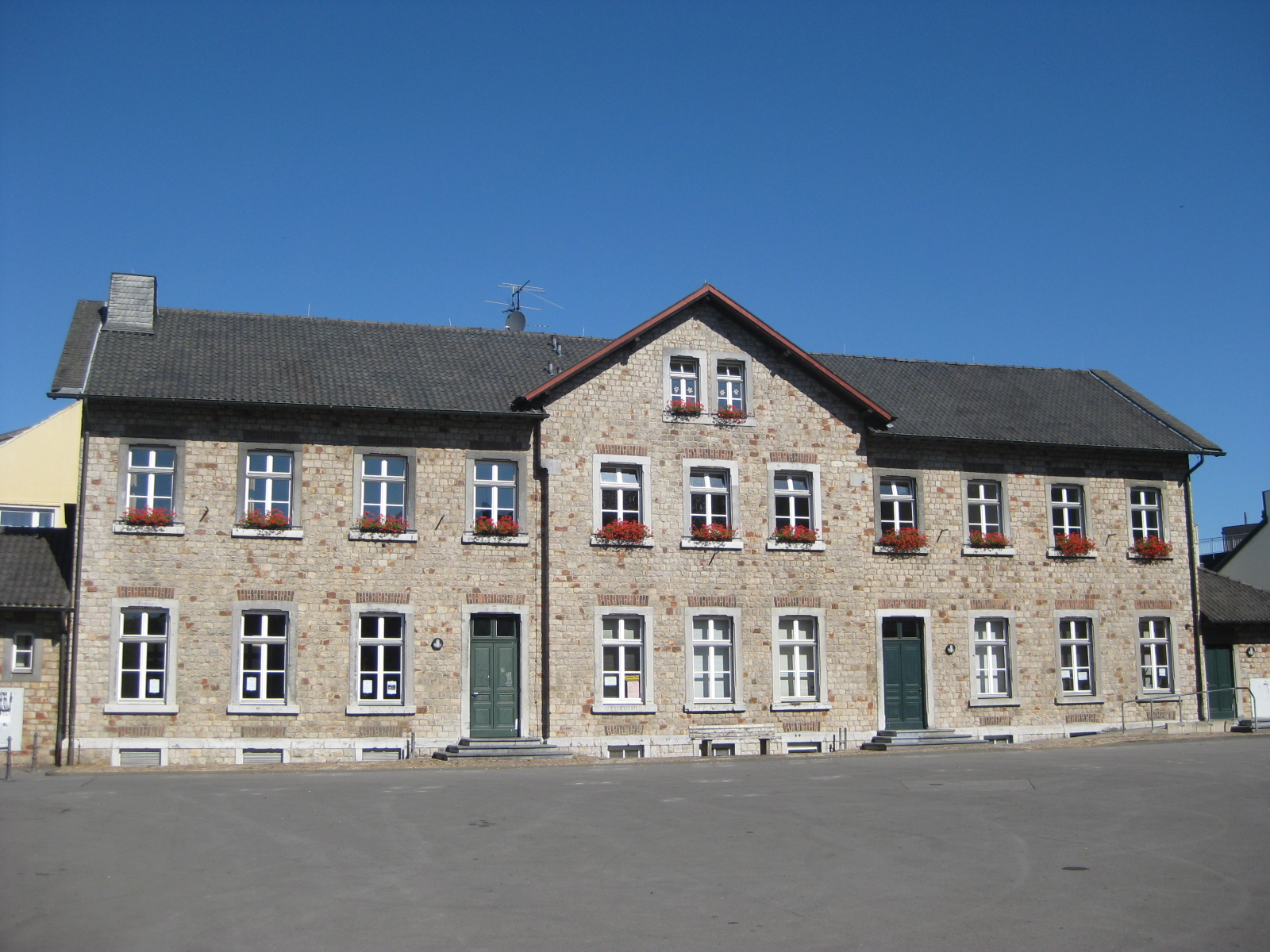
Ehemalige Mairie (Bürgermeisterei) Büsbach

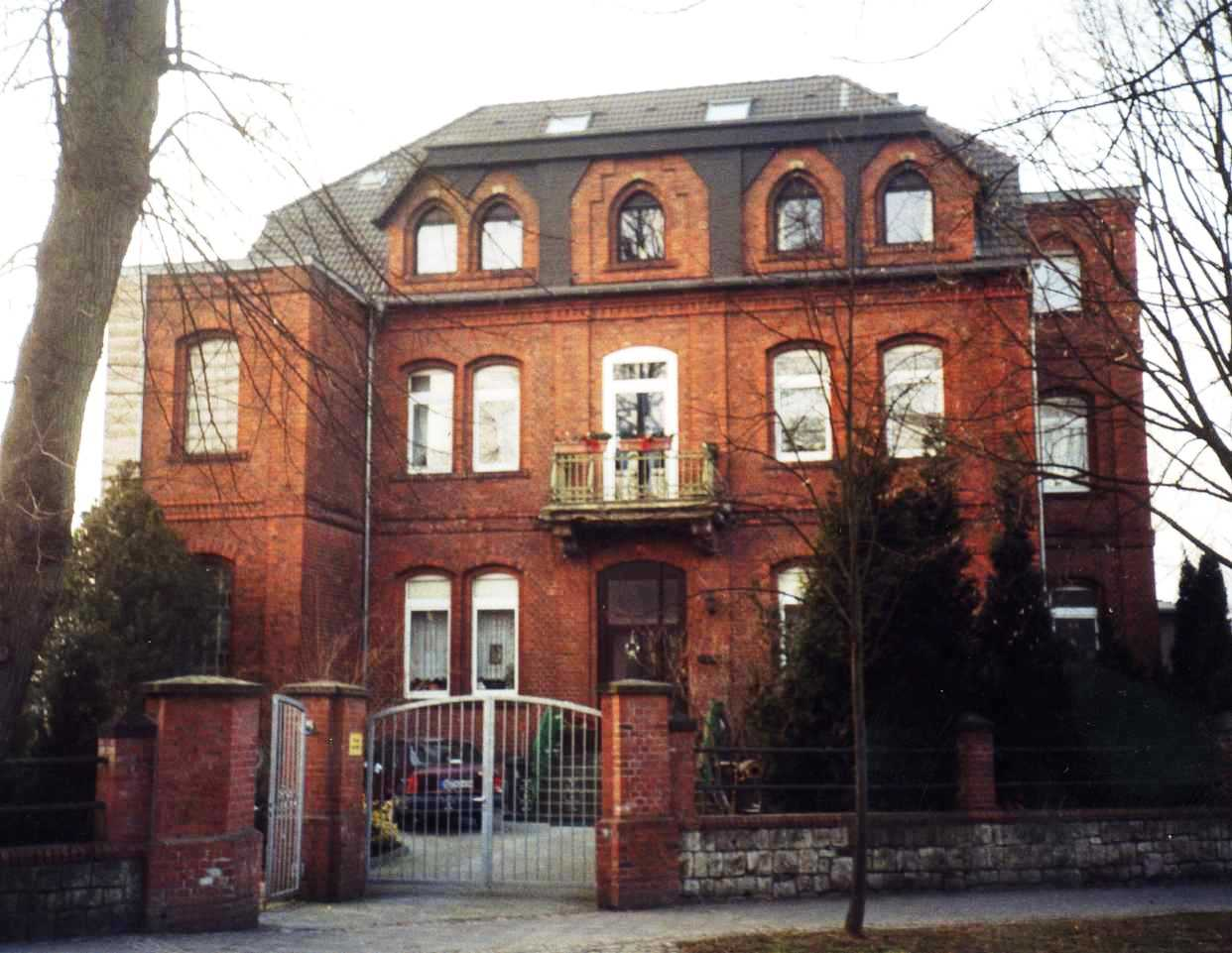
Ehemalige Mairie (Bürgermeisterei) Nothberg

Der Kanton Eschweiler war ein Kanton im Arrondissement d’Aix-la-Chapelle im Département de la Roer während der Franzosenzeit von 1798 bis 1814. Der Kanton lag rund um Eschweiler (franz. Exvilliers), dessen Chef-lieu (Hauptort) er war, im Städtedreieck Aachen – Jülich – Düren im Schnittbereich der heutigen Städteregion Aachen und des Kreises Düren im westlichen Rheinland. Er umfasste 18.904 Einwohner in 3182 Häusern auf 24.595 Morgen Land.
Der westliche Nachbarkanton des Eschweiler Kantons war der Kanton Burtscheid (franz. Borcette), benannt nach der ehemaligen Stadt Burtscheid (heute Stadtteil von Aachen) südlich von Aachen. Preußen bildete 1816 aus beiden Kantonen den Landkreis Aachen mit Sitz in der Stadt Burtscheid, welche zu jener Zeit etwas größer als Eschweiler war. Burtscheid wurde in den 1890er Jahren nach Aachen eingemeindet, weswegen seitdem Aachen zwar kreisfreie Stadt, aber trotzdem Kreissitz ist. Das Kreishaus an der Zollernstraße in Aachen befindet sich auf Burtscheider Gebiet.
Weitere Nachbarkantone waren Düren (franz. Duren), Jülich (franz. Juliers) und Monschau (franz. Montjoie).

## Zugehörige Ortschaften
Zum Kanton Eschweiler gehörten folgende Ortschaften, gegliedert nach ihrer späteren Zugehörigkeit:
Heute zur Stadt Eschweiler gehörig:
- Bergrath
- Bohl
- Dürwiß
- Eschweiler selbst
- Hastenrath
- Hehlrath
- Hücheln
- Kinzweiler
- Laurenzberg
- Lohn
- Nothberg
- Pumpe
- Röhe
- Röthgen
- Sankt Jöris
- Scherpenseel
- Volkenrath
- Weisweiler

Heute zur Städteregion Aachen (Alsdorf, Stolberg und Würselen ohne Eschweiler) gehörig:
- Bardenberg (heute Würselen)
- Birk (heute Würselen)
- Broich (heute Würselen, von 1934 bis 1972 Broichweiden)
- Büsbach (heute Stolberg)
- Dorff (heute Stolberg)
- Euchen (heute Würselen)
- Gressenich (heute Stolberg)
- Hoengen (heute Alsdorf)
- Krewinkel (heute Stolberg, vormals Gressenich)
- Linden (heute Würselen)
- Mausbach (heute Stolberg, vormals Gressenich)
- Neusen (heute Würselen)
- Schevenhütte (heute Stolberg, vormals Gressenich)
- Schleibach (heute Alsdorf)
- Stolberg
- Vicht (heute Stolberg, vormals Gressenich)
- Vorweiden (heute Würselen, von 1934 bis 1972 Broichweiden)
- Warden (heute Alsdorf)
- Werth (heute Stolberg, vormals Gressenich)

Heute zum Kreis Düren (Inden und Langerwehe) gehörig:
- Frenz (heute Inden)
- Hamich (heute Langerwehe)
- Heistern (heute Langerwehe)
- Lamersdorf (heute Inden)
- Langerwehe
- Stütgerloch (heute Langerwehe)

Einst zum Kreis Jülich oder zum Kreis Düren gehörig:
- Dürwiß (bis 1972 Kreis Jülich, heute Eschweiler)
- Hastenrath (bis 1932 Kreis Düren, heute Eschweiler)
- Hücheln (bis 1972 Kreis Düren, heute Eschweiler)
- Laurenzberg (bis 1972 Kreis Jülich, heute Eschweiler)
- Lohn (bis 1972 Kreis Jülich, heute Eschweiler)
- Nothberg (bis 1932 Kreis Düren, heute Eschweiler)
- Scherpenseel (bis 1932 Kreis Düren, heute Eschweiler)
- Weisweiler (heute Eschweiler) (bis 1972 Kreis Düren, heute Eschweiler)